# Canton (Minnesota)
Canton è un comune (city) degli Stati Uniti d'America della contea di Fillmore nello Stato del Minnesota. La popolazione era di 346 persone al censimento del 2010.

## Geografia fisica
Secondo lo United States Census Bureau, ha un'area totale di 1,00 miglia quadrate (2,59 km²).

## Storia
Un ufficio postale chiamato Canton era in funzione dal 1882. Canton fu incorporata nel 1887. Deve il suo nome alla città di Canton nell'Ohio.

## Società

### Evoluzione demografica
Secondo il censimento del 2010, c'erano 346 persone.

### Etnie e minoranze straniere
Secondo il censimento del 2010, la composizione etnica della città era formata dal 99,7% di bianchi e lo 0,3% di due o più etnie. Ispanici o latinos di qualunque razza erano lo 0,6% della popolazione.